# George Clifford

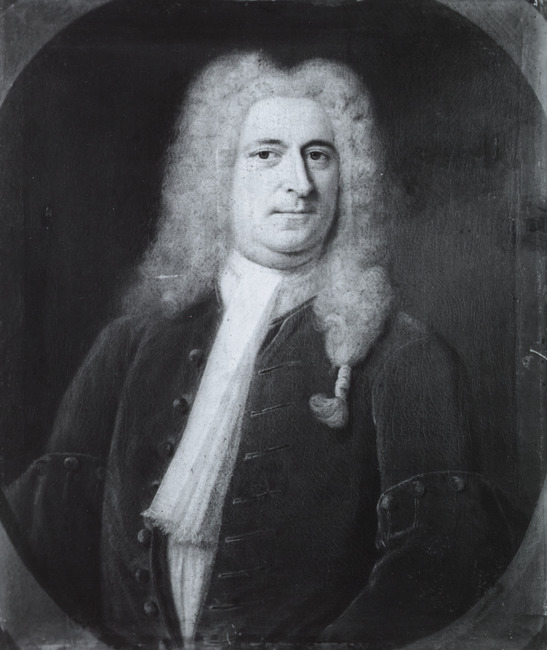

George Clifford (1685-1760), foi um jurista neerlandês, que se tornou famoso como botânico.